# Tuğrul Demir
Tuğrul Demir (Istanbul, 6 aprile 1935 – 15 marzo 2022) è stato un cestista turco.
Era il fratello di Yavuz Demir.

## Carriera
Con la Turchia ha disputato i Campionati europei del 1959.